# Cvrčak i mravica (2023.)
Cvrčak i mravica (engl. Cricket & Antoinette) prvi je hrvatski 3D animirani film. Nadahnut je poznatom Ezopovom basnom i bajkom Jean de La Fontainea, Cvrčak i mrav. U kinima je izašao 5. siječnja 2023. godine, dok u ostalih 30 zemalja, kasnije iste godine.
Crtić na duhovit način progovara o toleranciji, ljubavi i prevladavanjem prepreka. Dva glavna lika, Ket i Antoneta, predstavljaju dva odvojena svijeta, svijet buke, kaosa i kreativnosti s jedne, a svijet rada, reda i discipline s druge strane. Kako se zaljubljuju, unatoč očitim razlikama, uspijevaju stvoriti sklad.

## Glasovna postava
- Mravica Antoneta - Tara Thaller
- Cvrčak Ket - Marko Petrić
- Mrav Anteodor - Filip Vidović
- Antena - Katarina Madirazza Strahinić
- Anterezija - Jadranka Krajina
- Vrhovni nadzornik Anton - Mladen Vasary
- Žohar - Hrvoje Kečkeš
- Rudi - Luka Petrušić
- Kontra i Antgent 2 - Domagoj Janković
- Ernest - Dušan Bućan
- Antal - Adrian Delić
- Skeptična - Amanda Prenkaj
- Entuzijastična - Dajana Čuljak
- Jelenak i Reljefar - Luka Rukavina
- Mrzle - Damir Martinović
- Antikvar - Dražen Čuček
- Antgent 1 - Ivan Đuričić
- Antalova mama - Anita Matić
- Student 1 - Josip Brakus
- Student 2 - Matija Šakoronja

### Dodatna glasovna postava
- Rona Žulj
- Mima Karaula
- Dora Jakobović
- Nikica Viličić
- Boris Barberić
- Daniel Dizdar
- Lovro Ivanković
- Ivor Plužarić
- Jadranka Soviček Krpan
- Dino Krpan
- Sara Krpan

## Proizvodnja
Ideja za film "Cvrčak i mravica" nastala je 2009. godine od strane Darka Bakliže, koji je 1999. napisao diečju kazališnu predstavu "Cvrčak, mrav i Mrvica", koja se uspješno izvodila na kazališnoj sceni. Autorova namjera bila je približiti široj publici i djeci animacijom koja ima univerzalnu i prepoznatljivu priču, pozitivnu poruku o toleranciji među različitima.

### Animacija
U početku je više vizualnih umjetnika davalo ideje i koncepte likova, a zatim se u procesu razvio pristup u kojem su Manuel Šumberac i Darko Bakliža zajedno kreirali glumačku ekipu temeljenu na ranijoj verziji scenarija. Među tim likovima su bili glavni junaci filma, cvrčak Ket i mravica Antoneta. Jadranka Soviček Krpan se bavila adaptacijom crteža likova u trodimenzionalne likove potrebne za računalnu animaciju, dok je Siniša Mataić pomagao sugestijama za optimalno funkcioniranje likova u pokretu.

## Vanjske poveznice
- Hrvatski audiovizualni centar: Otkrij naš novi film »Cvrčak i mravica«
- Attraction Distribution.ca – »Cricket & Antoinette« (engl.) (fr.)
- Cricket & Antoinette u internetskoj bazi filmova IMDb-a (engl.)